# FC Zlín
Football Club Trinity Zlín – czeski klub piłkarski mający swoją siedzibę w Zlinie, w Czechach. Aktualnie uczestniczy w rozgrywkach czeskiej Fortuna:Liga.

## Historyczne nazwy
- 1919 - SK Zlín (Sportovní klub Zlín)
- 1922 - SK Baťa Zlín (Sportovní klub Baťa Zlín)
- 1948 – SK Botostroj I. Zlín (Sportovní klub Botostroj I. Zlín)
- 1958 – TJ Gottwaldov (Tělovýchovná jednota Gottwaldov) - sloučení Spartaku a Jiskry
- 1989 – SK Zlín (Sportovní klub Zlín)
- 1990 – FC Svit Zlín (Football Club Svit Zlín, a.s.)
- 1996 – FC Zlín (Football Club Zlín, a.s.)
- 1997 – FK Svit Zlín (Fotbalový klub Svit Zlín, a.s.)
- 2001 – FK Zlín (Fotbalový klub Zlín, a.s.)
- 2002 – FC Tescoma Zlín (Football Club Tescoma Zlín, a.s.)
- 2012 – FC Fastav Zlín (Football Club Fastav Zlín, a.s)[1]
- 2022 – FC Trinity Zlín (Football Club Trinity Zlín, a.s.)[2]
- 2023 – FC Zlín (Football Club Zlín, a.s.)[3]

## Sukcesy
- Puchar Czechosłowacji: 1
  - 1969–70

- Puchar Czech: 1
  - 2016/17

- Czechosłowacki Superpuchar: 1
  - 2017

## Europejskie puchary
Legenda do wszystkich tabel:
- Q – runda eliminacyjna, 1/16, 1/8, 1/4, 1/2 – odpowiednia faza rozgrywek, Grupa – runda grupowa, 1r gr – pierwsza runda grupowa, 2r gr – druga runda grupowa, F – finał, R – runda, PO – play-off
- k. – rzuty karne, los. – losowanie, Dogr. – dogrywka, w. – zasada bramek strzelonych na wyjeździe

| Sezon   | Rozgrywki                 | Runda   | Klub             | Dom | Wyjazd | Ogólnie    |
| ------- | ------------------------- | ------- | ---------------- | --- | ------ | ---------- |
| 1970/71 | Puchar Zdobywców Pucharów | Q       | Bohemians        | 2–2 | 2–1    | 4–3        |
| 1970/71 | Puchar Zdobywców Pucharów | 1R      | PSV Eindhoven    | 2–1 | 0–1    | 2–2, w.    |
| 2004    | Puchar Intertoto          | 1R      | MyPa-47          | 3–2 | 1–1    | 4–3        |
| 2004    | Puchar Intertoto          | 2R      | KVC Westerlo     | 3–0 | 0–0    | 3–0        |
| 2004    | Puchar Intertoto          | 3R      | Atlético Madryt  | 2–4 | 2–0    | 4–4, w.    |
| 2005    | Puchar Intertoto          | 1R      | Nioman Grodno    | 0–0 | 1–0    | 1–0        |
| 2005    | Puchar Intertoto          | 2R      | KAA Gent         | 0–0 | 0–1    | 0–1        |
| 2017/18 | Liga Europy               | Grupa F | Sheriff Tyraspol | 0–0 | 0–1    | 4. miejsce |
| 2017/18 | Liga Europy               | Grupa F | Lokomotiw Moskwa | 0–2 | 0–3    | 4. miejsce |
| 2017/18 | Liga Europy               | Grupa F | FC København     | 1–1 | 0–3    | 4. miejsce |

## Skład na sezon 2017/2018
| Nr | Poz. | Piłkarz                                     |
| -- | ---- | ------------------------------------------- |
| 1  | BR   | Zdeněk Zlámal                               |
| 5  | PO   | Petr Hronek                                 |
| 7  | NA   | Lukáš Železník                              |
| 8  | PO   | Petr Jiráček                                |
| 9  | NA   | Pavel Vyhnal                                |
| 10 | NA   | Jean-David Beauguel                         |
| 12 | PO   | Ibrahim Traoré                              |
| 13 | PO   | Tomáš Janíček                               |
| 14 | PO   | Daniel Holzer (wypożyczony ze Sparty Praga) |
| 16 | OB   | Róbert Matejov                              |
| 17 | BR   | Stanislav Dostál                            |

| Nr | Poz. | Piłkarz                                           |
| -- | ---- | ------------------------------------------------- |
| 18 | OB   | Zoran Gajić                                       |
| 20 | OB   | Jonathan Bijimine                                 |
| 21 | OB   | Josef Hnaníček                                    |
| 22 | OB   | Lukáš Bartošák                                    |
| 23 | OB   | Miloš Kopečný                                     |
| 27 | OB   | Ondřej Bačo                                       |
| 28 | PO   | Ubong Ekpai                                       |
| 29 | OB   | Patrik Slamena                                    |
| 90 | PO   | Vukadin Vukadinović (wypożyczony ze Sparty Praga) |
| 95 | PO   | Mirzad Mehanović                                  |